# 펠리페 5세
펠리페 5세(스페인어: Felipe V, 1683년 12월 19일 ~ 1746년 7월 9일)는 스페인 부르봉 왕가의 초대 국왕이다. 스페인 국왕이 되기 이전에는 필리프 당주 공작(프랑스어: Philippe d'Anjou)으로 불렸다. 루이 14세의 손자이자 그랑 도팽 루이의 차남이다. 또한 루이 15세의 숙부이기도 하다. 그는 평소 우울증을 앓았다고 전해진다.

## 생애
베르사유 궁전에서 태어나 앙주 공작에 전통문으로 책봉되고 조부와 아버지에게서 최고의 궁정 교육을 받으며 자랐다. 스페인 국왕 카를로스 2세가 후계자가 없자 결국, 카를로스가 필립의 할머니 마리 테레즈의 이복 남동생인 관계로 필립이 왕위 계승 1순위로 올라와 있었고 추정상속자가 되었다. 그 뒤로 필립의 동생인 베리 공 샤를, 레오폴트 1세의 아들 오스트리아의 카를 대공이 왕위 계승권을 가지고 있었다. 이들은 모두 스페인 왕실과 인척 관계였으나 혈통상 필립이 장자에 가깝기 때문에 카를로스 2세는 어쩔 수 없이 필립을 후계자로 지명한 것이다.
1700년 카를로스 2세는 결국 후계자가 될 아들을 얻지 못하고 죽고, 필립이 펠리페 5세로서 왕위를 계승하였다. 그가 스페인의 왕위를 계승하는 데에는 그의 할아버지인 루이 14세의 전폭적인 지원과 왕위 계승 요구 역시 한몫하였다.
그러나 프랑스 혈통으로 왕위에 오른 펠리페 5세를 프랑스를 제외한 유럽 각국은 별로 달갑게 여기지 않았다. 결국 이에 반발한 영국·오스트리아 등 유럽 각국들이 스페인 왕위계승전쟁을 일으켰고, 펠리페 5세의 왕위를 위협하였다. 이 전쟁은 1713년 위트레흐트 조약으로 종결되었고 펠리페 5세는 스페인의 왕임을 인정받았으나, 프랑스와 스페인은 합병할 수 없게 되었으며, 스페인은 지브롤터를 영국에게 넘겨주고 나폴리, 사르데냐, 플란데런, 밀라노 등을 할양하여 많은 해외 영토를 잃었다. 그리하여 스페인은 서서히 유럽 강대국의 위치에서 몰락하기 시작하였다.
이로 인해서인지, 1724년 1월 15일 펠리페 5세는 왕세자 아스투리아스 공 루이스에게 왕위를 넘겨준다는 교서를 발표하고 물러났다. 그러나 루이스 1세가 7개월 만에 천연두로 사망하여 다시 펠리페 5세가 왕으로 즉위하였다. 펠리페 5세는 폴란드 왕위계승전쟁과 오스트리아 왕위계승전쟁에서 잃어버린 해외 영토를 다시 얻기 위해 프랑스와 동맹을 맺었다. 그리고 펠리페 5세는 젱킨스의 귀 전쟁에서 영국과 싸워 승리하였고 신대륙에서 영국의 입김이 거세지는데도 불구하고 스페인령의 영토들을 굳건히 지켜냈다. 그는 1746년 7월 9일에 62세의 나이로 서거하였다.

## 자녀

### 첫 번째 결혼으로 얻은 자녀
펠리페 5세는 1701년 마리아 루이사 디 사보이아 왕녀와 결혼해 그녀가 죽을 때까지 4명의 아들을 얻었다.
- 루이스 왕세자 (1707년 8월 25일–1724년 8월 31일)
- 펠리페 왕자(1709년 6월 2일–1709년 7월 18일).
- 펠리페 왕자(1712년 6월 7일–1719년, 12월 29일).
- 페르난도 왕세자 (1713년 9월 23일–1759년 8월 10일).

### 두 번째 결혼으로 얻은 자녀
펠리페 5세는 1714년 이사벨 디 파르네시오와 재혼해 4남 3녀의 자식을 얻었다.
- 카를로스 왕자 (1716년 1월 20일 – 1788년 12월 14일).
- 프란시스코 왕자 (1717년 3월 21일– 1717년 4월 21일).
- 마리안나 빅토리아 왕녀 (1718년 3월 31일– 1781년 2월 15일 ).
- 펠리페 왕자 (1720년 3월 20일 – 1765년 6월 18일) - 파르마 공작(재위 1740-1765), 부르봉파르마 가문의 창시자.
- 마리아 테레사 라파엘라 왕녀 (1726년 6월 11일 – 1746년 7월 22일).
- 루이스 안토니오 왕자 (1727년 7월 25일 – 1785년 8월 7일).
- 마리아 안토니에타 왕녀 (1729년 11월 17일 – 1785년 9월 19일).